# 伦敦的人行道
《伦敦的人行道》（英语：Sidewalks of London），又名《圣马丁小巷》（英语：St. Martin's Lane）、《夜后伦敦》（英语：London After Dark），以及《夜间伙伴》（英语：Partners of the Night），是一部1938年的英国黑白喜剧电影，由查尔斯·劳顿、费雯·丽主演，同时出演的还有雷克斯·哈里遜、蒂龙·加斯里和罗纳德·夏纳。影片由五月花影业公司制作。

## 剧情梗概
查尔斯·斯塔格斯（查尔斯·劳顿饰）是伦敦的一名街头表演者，一名“卖艺人”，与他合作的搭档是亚瑟·史密斯（盖斯·麦克诺顿饰）和金特里（蒂龙·加斯里饰）。
当利伯蒂，出名后叫利比（费雯·丽饰），从一位成功的詞曲作家哈利·普伦蒂斯（雷克斯·哈里遜饰）那里偷走一个金烟盒后，查尔斯保护了她。然后他让她加入他们的剧团，把他们的三重奏变成四重奏。
利比吸引了普伦蒂斯及其富有的朋友的注意，他们可以让她不再在街头谋求生活和事业。当她离开，残忍地拒绝查尔斯的求婚后，他不想再继续这种表演了，变成了酒鬼。然而，利比的职业生涯取得了巨大成功；她与好莱坞签了合同。她要求普伦蒂斯娶她；但是，他拒绝了，说他不想像查尔斯那样被抛弃，而仅仅作她职业生涯的一块踏脚石。
在等着见她这个大明星一面的人群之中，利比看到了查尔斯，以及她的老伙伴，像往常一样在街上表演。查尔斯问她要她的亲笔签名；但是，他被人群推到了一边。

## 演员
- 查尔斯·劳顿 - 查尔斯·斯塔格斯
- 费雯·丽 - 利伯蒂（利比）
- 雷克斯·哈里遜 - 哈利·普伦蒂斯
- 賴瑞·艾德勒 - 康斯坦丁
- 蒂龙·加斯里 - 绅士
- 盖斯·麦克诺顿 - 亚瑟·史密斯
- 爱德华·莱克 - 萨奇先生
- 梅尔·奥尼尔 - 萨奇太太
- 海伦·海 - 塞利娜
- 西里尔·史密斯 - 布莱克·费斯
- 罗纳德·夏纳 - 酒吧店主

## 制作
根据费雯·丽的传记作者亚历山大·沃克的说法，劳顿和费雯·丽在一起工作时处得并不好。沃克写道，当试图让丽出演电影版《風流劍客》时，劳顿表示她必须把头发染成金色。丽要了一顶金发假发，但是劳顿坚持要她染头发。和谈失败，丽感到受到轻视。
当丽被要求参演《伦敦的人行道》时，她不想和劳顿一起工作，她并不多想演这个角色。尽管如此，她还是被说服了。亚历山大·沃克的丽的传记中援引賴瑞·艾德勒的话说丽很难合作。他说：“她不喜欢查尔斯而且他也不喜欢她。但他更专业。一个周末，在剧院外面有几个费雯的特写镜头要拍，查尔斯则熬夜待在城里从镜头后面给费雯提示，而他以前总会在周末和埃尔莎·兰彻斯特一道去乡下。我怀疑她是否也为他付出了这么多。奥利维尔会出现在片场上，然后他们消失在她的更衣室里，再要让她回去工作真的是一件很麻烦的事。”奥利维尔会在丽与帅气的雷克斯·哈里逊拍摄爱情场景的日子出现。

## 改编
这部电影被改编成了舞台音乐剧《卖艺人小巷》，其中有谢尔曼兄弟的演唱。在汤米·特恩担任导演并由特恩和梅利莎·里科主演，经历几个失败的开端后，该音乐剧于2006年12月13日在纽约约克剧场首演，由吉姆·戴利和格伦·克洛斯主演。2007年杰伊唱片公司发布了这一晚演出的CD。